# Leif Jakobsson (politiker)
Leif Anders Jakobsson, född 24 augusti 1955 i Husie församling i Malmö, är en svensk politiker (socialdemokrat).
Jakobsson var riksdagsledamot 1998–2018, invald för Malmö kommuns valkrets. Han var 2016–2020 statssekreterare i Finansdepartementet, med ansvar för skatte- och tullfrågor.

## Biografi
Jakobsson har tidigare arbetat som lastbilschaufför, flygplansmontör och ombudsman. Han bor i Bunkeflostrand, är gift och har två barn.
Han kandiderade till riksdagen i valet 1998 och blev ersättare. Han tjänstgjorde som statsrådsersättare i riksdagen för Göran Persson från och med 5 oktober 1998 fram till valet 2002, då han valdes till ordinarie riksdagsledamot. Han tjänstgjorde sedan som ordinarie riksdagsledamot 2002–2018.
Jakobsson var vice ordförande i skatteutskottet 2012–2016 samt ledamot i riksdagsstyrelsen och krigsdelegationen. Han är även kassör i styrelsen för Socialdemokraterna i Malmö.
Leif Jakobsson ledde, tillsammans med riksdagsledamoten och tidigare civilministern Ida Karkiainen, Socialdemokraternas valanalys efter valet 2022.